# فلين داونز
فلين داونز (بالإنجليزية: Flynn Downes)‏ (20 يناير 1999 في المملكة المتحدة - ) هو لاعب كرة قدم بريطاني في مركز الوسط. لعب مع إيبسويتش تاون.

## وصلات خارجية
- فلين داونز على موقع قاعدة بيانات كرة القدم.إي يو (الإنجليزية)
- فلين داونز على موقع Soccerbase.com (لاعب) (الإنجليزية)
- فلين داونز على موقع Soccerway.com (الإنجليزية)
- فلين داونز على موقع عالم كرة القدم.نت (الإنجليزية)